# Kissogram
Kissogram — немецкий музыкальный коллектив из Берлина, известный своими экспериментами в электронной музыке. Йонас Поппе (гитарист, вокалист) и Себастьян Дассе (клавишник) образовали коллектив в 1999 году, а в 2008 к ним присоединился Джо Дилворт (ударные). Название группы в переводе с английского — поздравительная телеграмма или открытка, вручаемая с поцелуем.
Поппе и Дассе раньше вместе играли в инди-рок-группе «The Sitcom Warriors». Йонас Поппе гастролирует как диджей, играя арабский рок-н-ролл и фанк.
В настоящее время Йонас Поппе играет в группе «Oum Shatt».

## Дискография
- 2001 — If I Had Known This Before
- 2004 — The Secret Life Of Captain Ferber
- 2007 — Nothing, Sir!
- 2007 — She’s An Apple Pie
- 2009 — The Deserter
- 2009 — Rubber & Meat

## Синглы
- «I’m Absolute» (2002)
- «Forsaken People Come To Me» (October, 2004)
- «Cool Kids Can’t Die» (January, 2005)
- «The Night Before / The Morning After» (April, 2007)